# Golpe de Estado en Colombia de 1867
El golpe de Estado en Colombia de 1867 se dio el 23 de mayo de 1867, y consistió en la toma del poder pacífica por parte del Ejército de Colombia, comandado por el general Santos Acosta, y apoyado por el partido gobernante, el Liberal. Fue el último golpe de Estado del siglo XIX en Colombia, si se tiene en cuenta que el de 1886 fue fraguado por el propio presidente Núñez. 
El golpe se fraguó contra el presidente, general Tomás Cipriano de Mosquera, que tenía intenciones de perpetuarse en el poder durante su cuarto período, puesto que había ordenado el cierre del Congreso y se había proclamado dictador. El golpe puso en el poder al general Acosta, quien gobernó hasta 1868.

## Antecedentes

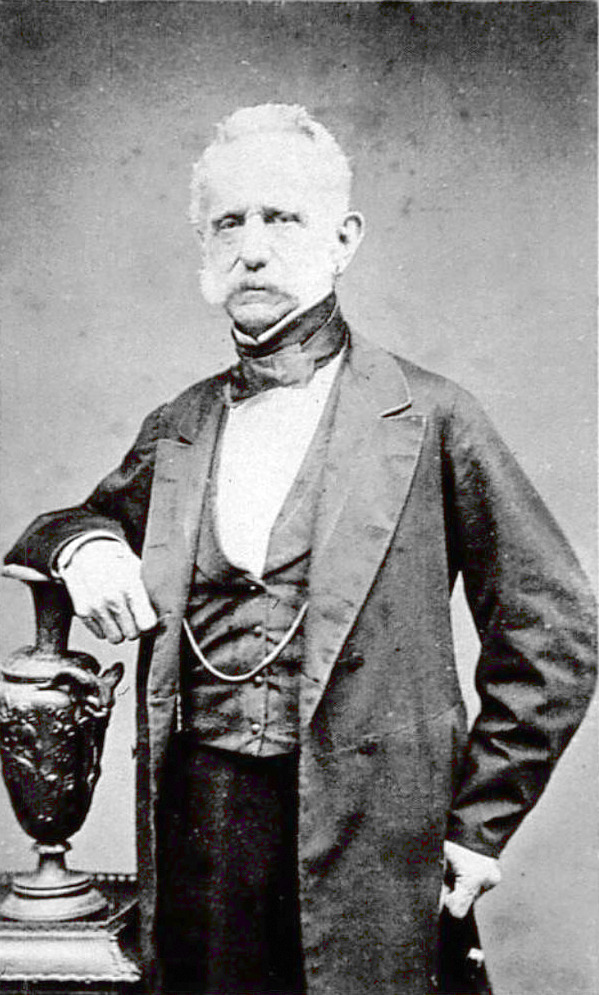
Fotografía de Mosquera.

### Cuarto mandato de Mosquera

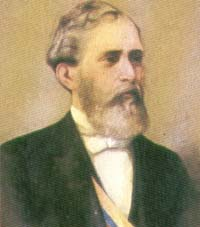
Designado Riascos, 1867.

Tomás Cipriano de Mosquera (que ya había ocupado la presidencia de Colombia en tres ocasiones), fue elegido presidente de su país en 1866 para el período 1866-1868, recibiendo un amplio apoyo de los delegados del Colegio Electoral, con un total de 7 votos electorales, imponiéndose sobre el liberal radical José Hilario López y el conservador Pedro Justo Berrío.
Posesionado Mosquera el 1 de abril de 1866, comenzó a mostrar actitudes radicales que le generaron enemistades. Su distanciamiento de la Iglesia católica llevó a la intervención del papa Pío IX en la situación, lo que le granjeó el rechazo del conservatismo, puesto que el papa excomulgó a Mosquera y a la nación. Adicionalmente, el 29 de abril de 1867, Mosquera ordenó el cierre del Congreso, institución con la que no se llevaba bien.
Pese a ello, el Gobierno central estaba en manos del gobernador de Magdalena, Joaquín Riascos, en calidad de tercer designado, desde el 12 de mayo. Pese a que Mosquera disolvió el Congreso en abril, Riascos desconoció la decisión de Mosquera y el Congreso lo ratificó en el cargo. Riascos gobernó hasta el 28 de mayo de 1867, cuando se enteró del golpe de Estado de Acosta, ya que por los problemas de comunicación de su tiempo no supo del derrocamiento de Mosquera a tiempo.
El descontento con Mosquera encontró en el segundo designado, el general Santos Acosta (comandante en jefe del Ejército colombiano), el liderazgo necesario para dar fin a las aspiraciones dictatoriales de Mosquera, quien se declaró supremo líder del Ejecutivo. Acosta fue impulsado por el Partido Liberal (partido de Mosquera), los miembros del Congreso, asambleístas de los Estados y varias municipalidades.

## Desarrollo

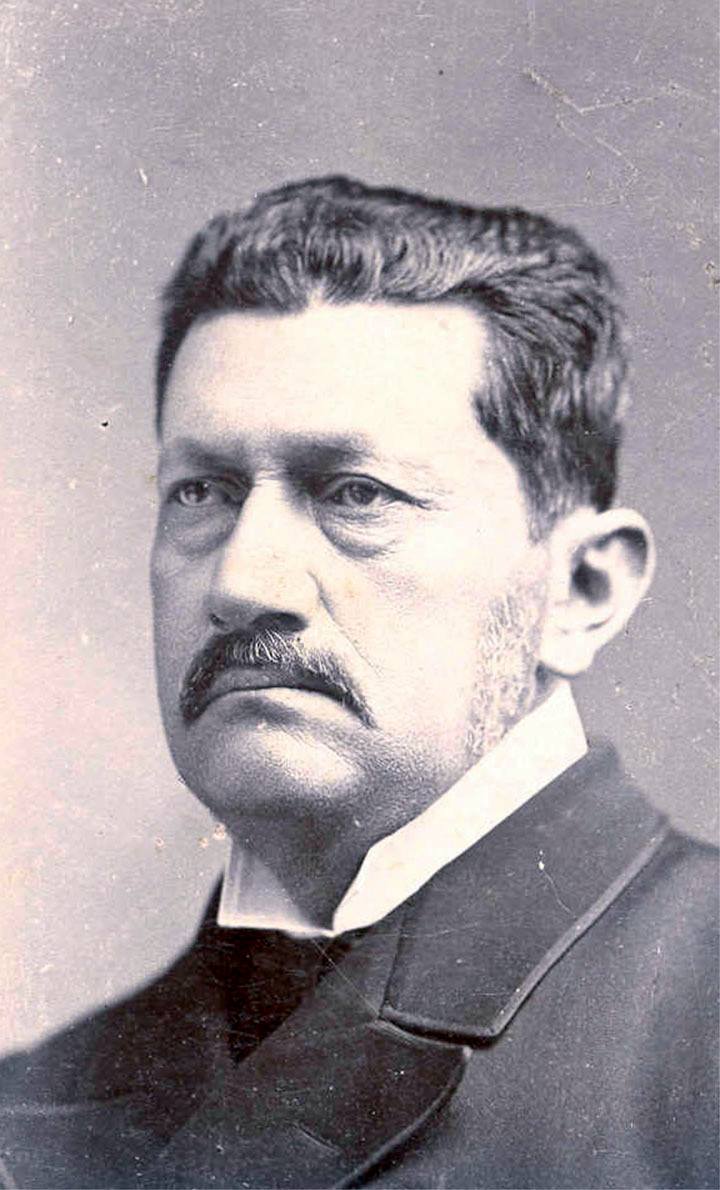
General Santos Acosta.

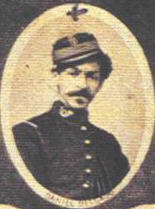
Coronel Delgado.

El golpe estaba previsto para el 21 de mayo de 1867, según cuenta Alarcón Núñez, pero se aplazó para el 23 por problemas de logística relacionados con el traje con el que se iba a posesionar el nuevo presidente. La fuente indica que el general Santos Acosta encargó a un sastre un uniforme militar blanco-gris, con galones dorados al estilo austrohúngaro, pero el sastre se retrasó en terminar el traje, así que las operaciones se aplazaron hasta que el uniforme quedó listo.
Llegado el 23 de mayo de 1867, el coronel Daniel Delgado apresó al presidente Mosquera en su residencia en el Palacio de San Carlos durante la noche. Los militares tuvieron una conversación sobre el nuevo presidente:

"- ¿En dónde está el general Acosta? –era su comandante en jefe del Ejército.

- Acaba de encargarse del poder ejecutivo, como segundo designado –respondió el coronel (...) Delgado, quien tenía la difícil misión de apresarlo.

- ¡Hum! pude hacerlo general, pero jamás caballero –comentó Mosquera."

## Consecuencias
Apresado Mosquera, Santos Acosta asumió simbólicamente la presidencia por la designación de Riascos como presidente en mayo. Acosta pudo asumir plenamente el Gobierno hasta el 28 de mayo, ejerciendo la presidencia hasta el 1 de abril de 1868, completando el período de Mosquera, quien fue acusado por el Congreso y se le exilió al Perú, residenciándose en Lima hasta 1872, dedicándose a la escritura y el estudio del naturalista inglés Charles Darwin.
Después del golpe y a su regreso del Perú, Mosquera intentó tres veces regresar al poder democráticamente, pero sus intentos fueron en vano. Las elecciones presidenciales de 1868 fueron ganadas por el radical liberal José Santos Gutiérrez, apoyado por Acosta y el sector contrario a Mosquera. En esta contienda Mosquera también presentó a su candidato, Eustorgio Salgar, que quedó en tercer lugar. Luego Mosquera intentó ser presidente por quinta vez, en los comicios de 1870, pero no lo logró y sufrióvuna aplastante derrota; por último apoyó la candidatura de Julián Trujillo en 1872, siendo también vencido en campaña. Finalmente Mosquera falleció en su hacienda en 1878, a los 80 años.